# Léon Allart
Léon Auguste Amédée Allart, także Leon August Amadeusz Allart (ur. 8 marca 1837 w Le Cateau-Cambrésis, zm. 14 sierpnia 1906 w Roubaix) – fabrykant, konsul Belgii, przedsiębiorca posiadający fabryki w Roubaix i w Łodzi, mer Roubaix. Kawaler Orderu Narodowego Legii Honorowej i Kawaler Orderu Leopolda.
Jedna z ulic w Roubaix została nazwana jego imieniem.

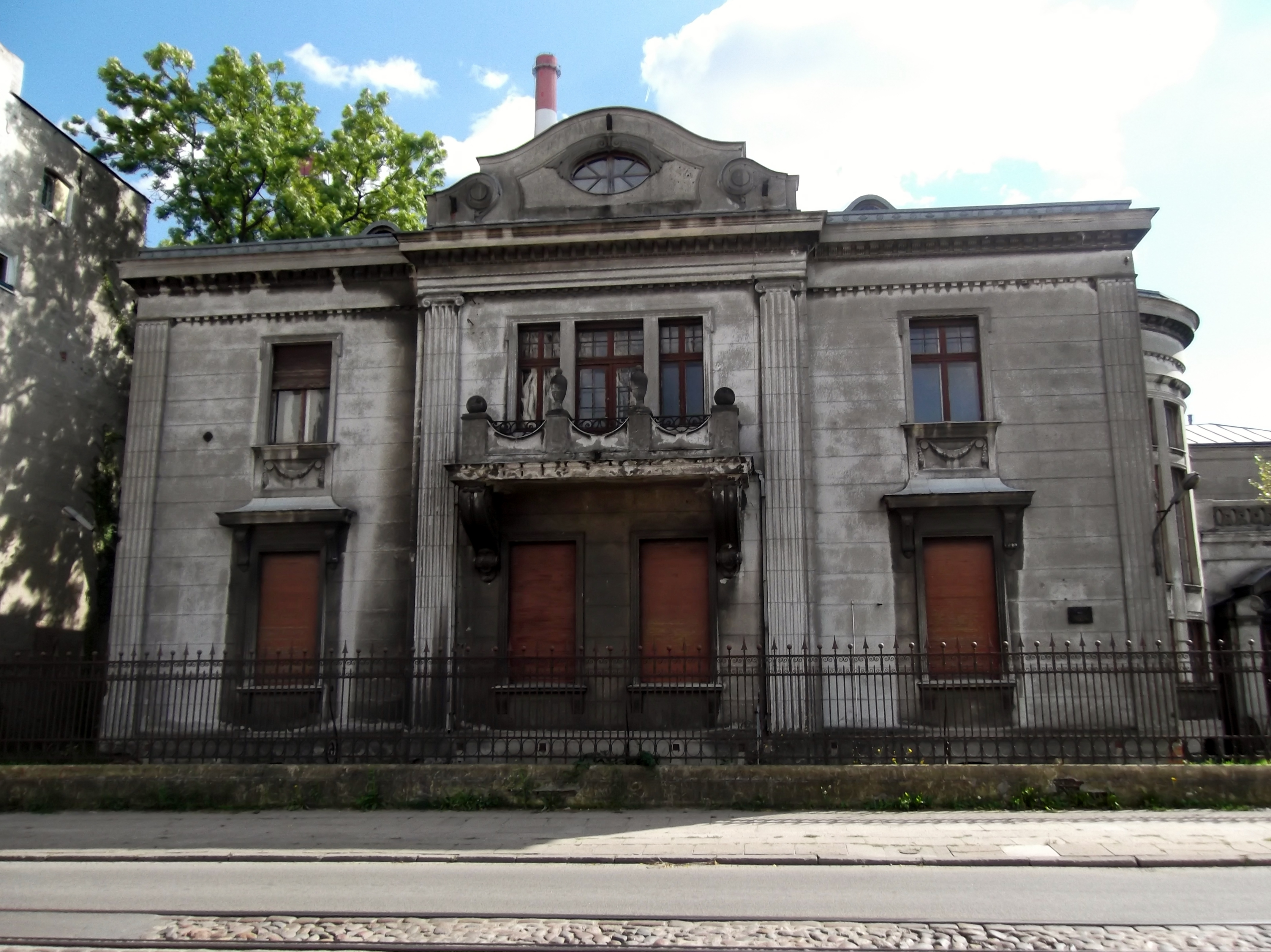
Willa Leona Allarta z 1882 r. przy ul. W. Wróblewskiego 38 w Łodzi

## Życiorys
W 1846 r. ojciec Leona Allarta – Louis Allart założył przędzalnię wełny, a w 1863 r. na jej bazie powstało Towarzystwo przemysłowe Allart & Rousseau, którego był założycielem wraz z Cezarem Screpelem i Jeanem Baptistem Rousseau. Budynki przedsiębiorstwa zlokalizowane zostały w Roubaix przy Grande Rue 152 i Boulvard Gambetta 187-189. Po wycofaniu się Louisa z działalności w 1878 r., przekazał firmę synowi, który przemianował ją na „L. Allart fils et Compagnie”. Allart postanowił rozwijać firmę poprzez ekspansję przedsiębiorstwa za granicą. W związku z tym zakupił od Augusta Keniga tereny o powierzchni 30 morgów w południowo-zachodniej części Łodzi, na którą składały się pola, łąki i lasy, stanowiące część osady Kąty. Przy parcelach zakupionych przez fabrykanta przebiegała wiejska droga, w późniejszym okresie nazwana od nazwy osady ulicą Kątną (współcześnie ul. W. Wróblewskiego). W 1879 r. Allart uruchomił filię swojego francuskiego przedsiębiorstwa „Leon Allart-Fils et Ci”. W 1882 r. wybudował swoją willę (zwaną willą Leona Allarta), a w 1883 r. utworzył spółkę „Leon Allart & Rosseau et Co”. Po 1888 r. Allart dokupił tereny położone na wschód, sąsiadujące z współczesną ul. Różaną, w efekcie czego stał się właścicielem dużego kompleksu fabryczno-mieszkaniowego. W jego skład wchodziła przędzalnia wełny, farbiarnie, willa, domy, szkoły oraz sklepy. W 1889 r. fabryka Allarta zatrudniała 1489 robotników. Z czasem fabrykant do swojej produkcji włączył również wytwarzanie przędzy szewiotowej. Kapitał zakładowy przedsiębiorstwa wyniósł 2 500 000 rubli, a zatrudnienie wynosiło 1800 pracowników. W 1903 r. roczny obrót firmy wynosił blisko 7 000 000 rubli. Zarząd przedsiębiorstwa mieścił się w Roubaix we Francji, zaopatrywała ona fabryki w Łodzi w surowce, z których zysk ze sprzedaży wracał do centrali.

### Pozostała działalność
Leon Allart był filantropem, jego zakłady wraz z przedsiębiorstwami Karola Scheiblera II oraz Ernsta Leonhardta wspierały w 1904 r. inicjatywę „Kropla Mleka” zainicjowaną przez łódzkich lekarzy. Miała ona na celu krzewienie higieny wieku niemowlęcego oraz dziecięcego. Ponadto w związku z akcją zakłady Allarta utworzyły żłobek. Allart był absolwentem Politechniki w Zurychu, był merem Roubaix w latach 1880–1884, ponadto był członkiem Rady Banku Francuskiego, konsulem Belgii, a jego majątek był wyceniany na ponad 1 000 000 rubli.

### Życie prywatne
Jego ojcem był fabrykant – Louis Alexandre Amédée Allart (ur. ok. 1814 r.), a matką Augustine Henriette z domu Rosseau (ur. w 1811 r.). Ożenił się z Blanche Marie z domu Sioen. Mieli dwójkę dzieci – córkę Marguerite Allart (ur. w 1879 r., zm. w 1952 r.) oraz syna Georgesa Allarta (ur. w 1875 r., zm. w 1962 r.) który odziedziczył majątek w Łodzi.